# Коюндере (дем Ясъкьой)
 Тази статия е за село в Република Гърция.  За селото в Турция вижте Коюндере.  
Коюндере (на гръцки: Póa) е село в Република Гърция, разположено на територията на дем Ясъкьой (Аязма), ном Родопи.

## География
Селото е разположено на 28 километра североизточно от Ясъкьой, близо до българската граница.

## История
В 19 век Коюндере е село в Гюмюрджинска кааза на Одринския вилает на Османската империя. Според статистиката на Любомир Милетич към 1912 година в Коюндере живеят помаци.